# ألان كروفورد (لاعب كرة قدم أسترالية)
ألان كروفورد (بالإنجليزية: Alan Crawford)‏ هو لاعب كرة قدم أسترالية أسترالي، ولد في 21 يناير 1916 في Nathalia, Victoria ‏ في أستراليا، وتوفي في 28 مارس 1988.

## وصلات خارجية
- ألان كروفورد على موقع AustralianFootball.com (الإنجليزية)
- ألان كروفورد على موقع AFLtables.com (الإنجليزية)